# Famille Le Masuyer
 (janvier 2020).
Si vous disposez d'ouvrages ou d'articles de référence ou si vous connaissez des sites web de qualité traitant du thème abordé ici, merci de compléter l'article en donnant les références utiles à sa vérifiabilité et en les liant à la section « Notes et références ».
La famille Le Masuyer, ou Le Mazuyer, est une ancienne famille noble française, originaire de Paris, établie à Toulouse vers 1614, et éteinte en 1749.

## Histoire

### Philibert Le Masuyer
Philibert Le Masuyer est un magistrat parisien, peut-être d'origine picarde. Il est avocat au parlement de Paris. Il épouse Marie Le Grenier, d'origine savoyarde, sans doute de Gex. Très pieuse, elle appartient à l'entourage du prêtre François de Sales.

### Gilles Le Masuyer (vers 1580-1631)
Gilles Le Masuyer naît vers 1580, probablement à Paris. Il est le fils de Philibert Le Masuyer et de Marie Le Grenier. Il fait ses études de droit à l'université de Paris, et entre vers 1600 dans la magistrature. D'abord proche de Concino Concini, un des favoris de la reine, Marie de Médicis, il se fait remarquer par le roi, Henri IV. Il est alors conseiller d'État. En 1607, les possessions du roi de Navarre dans le royaume de France sont réunies au domaine royal français. Henri IV nomme Gilles Le Masuyer aux « intérêts de Navarre », afin de défendre les intérêts de ce royaume, particulièrement devant les parlements de Bordeaux et de Toulouse.
Installé dans cette ville avant 1614, il se lie au premier président du parlement, François de Clary. Il épouse sa fille, Françoise : ils ont ensemble deux enfants, Louise et Henri. À la même date, il acquiert plusieurs immeubles de la rue de la Dalbade (emplacement de l'actuel no 5), dans l'une des rues les plus prestigieuses de la ville, qui concentre de nombreux hôtels particuliers de parlementaires, et non loin de l'hôtel que possède son-père, le fameux « hôtel de pierre » (actuel no 25 rue de la Dalbade). L'année suivante, François de Clary se démet de sa charge en faveur de Gilles Le Masuyer : la décision est confirmée le 19 septembre par Louis XIII. C'est vers 1620 que commence la construction de son hôtel particulier, en retrait de la rue de la Dalbade, donnant du côté du jardin sur la Garonnette.
Comme sa mère, Gilles Le Masuyer est un ardent catholique. Il protège particulièrement les ordres religieux qui émergent dans la première moitié du XVIIe siècle. Il tisse des liens particuliers avec les Chartreux de Toulouse, chassés de Saïx (près de Castres) par les protestants, qui édifient leur couvent, rue Valade (actuel no 21), entre 1602 et 1612. En 1618, il fait venir les Oratoriens à la Dalbade et paie pour l'établissement de leurs maisons de la rue des Prêtres (actuels no 4-8). En 1630, il contribue financièrement à l'établissement des Carmélites à Auch. En 1627, il cède les terrains du « Petit fief de Poissy » à Paris, qu'il avait acheté en 1604, aux Chartreux de cette ville.
En revanche, Gilles Le Masuyer combat fermement les « hérésies ». En février 1619, il fait juger et condamner pour blasphème, impiété, athéisme, sorcellerie et corruption des mœurs  exécuté devant le parlement, place du Salin. Il s'oppose également avec fermeté aux protestants et joue un grand rôle pendant les Rébellions huguenotes, entre 1621 et 1629. En 1626, lorsque le traité de Paris est enregistré par le parlement de Toulouse, il le fait modifier pour le rendre moins favorables aux protestants, empêcher l'application des clauses qui leur sont favorables et lever les amnisties accordées aux combattants protestants. Il soutient en revanche la reconstruction d'un parti royaliste à Castres et à Montauban, citadelles du protestantisme dans le Midi. En 1628, il mène le procès du duc Henri II de Rohan, chef du parti protestant, pour avoir pris les armes contre le roi au siège de La Rochelle, et le fait exécuter en effigie, écartelé par quatre chevaux.
En 1631, Toulouse et le Haut-Languedoc sont touchés par une épidémie de peste, faisant environ 20 000 morts. Gilles Le Masuyer ordonne le 29 juillet la réunion du parlement pour une messe dans la cathédrale Saint-Étienne, puis une procession jusqu'à l'église Saint-Sernin. Il est finalement lui-même touché par la maladie et meurt le 10 octobre 1631. Il est enterré dans l'église des Chartreux. Il laisse derrière lui une série de lettres adressées au cardinal de Richelieu, remplies d'informations sur la situation religieuse du sud-ouest de la France à cette époque.
Jean Bourguignon, dans son ouvrage sure Valérie de Masuyer, donne une autre destinée à G. Masuyer : "La famille Masuyer ou Le Mazuyer (1), trouve son origine la plus lointaine dans le vieux pays du Languedoc. Un des ancêtres directs, marié à une demoiselle de Clary, était, sous Louis XIII, premier président au parlement de Toulouse. Catholique fougueux" etc. PLus loin, "Le premier Président Le Mazuyer n'avait pas hésité à signer cette condamnation. Il devait subir un sort analogue. Il fut en effet de ceux qui prirent, en 1632, le parti du Gouverneur de la province, le duc Henri de Montmorency, allié à Gaston d'Orléans, frère du Roi, pour renverser Richelieu. On sait ce qu'il advint de cette révolte : le duc fut condamné à mort et mit sa tête sur le billot le 30 octobre 1632. Le Président Le Mazuyer fut décapité le même jour. On confisqua ses biens et sa famille dut se disperser. C'est alors qu'un de ses fils réussit à s'enfuir et à s'établir à Bellevesvre, en Saône-et-Loire."
Sa fille, Louise, épouse en 1650 Charles de Cruzy, vicomte de Marcillac, neveu de l'évêque de Mende, Silvestre de Cruzy de Marcillac.

### Henri Le Masuyer (mort après 1713)
Henri Le Masuyer est d'abord page du frère du roi Louis XIV, Philippe d'Orléans. Il épouse en 1650 Marie Desplats, fille de Pierre Desplats, seigneur et baron de Gragnague, conseiller du roi en ses conseils, second président au parlement de Toulouse. Le 21 novembre 1651, lors de la visite de Louis XIV à Toulouse, Henri Le Masuyer reçoit, dans son hôtel de la rue de la Dalbade, les princesses de la cour royale, dont la Grande Mademoiselle, Anne-Marie-Louise d'Orléans. La même année, il accueille Henriette-Marie de France, reine d'Angleterre en exil, qui se rend au Portugal afin de préparer le mariage de son fils, le futur Charles II, avec Catherine de Bragance, la fille du roi Jean IV. Il est seigneur de Montaigut-sur-Save, où il fait reconstruire la chapelle du château, et co-seigneur de Cuq-Toulza. Il soutient le développement du couvent dominicain de Sainte-Catherine, dit des Dames-Noires, rue Lafayette (actuels no 15 à 29), à Toulouse. Il entre au parlement le 2 avril 1664, comme conseiller. Le 13 mars 1669, il devient procureur général et reçoit le titre de marquis en 1681, en récompense de ses services. Le 15 novembre 1695, il renonce à sa charge en faveur de son fils, Marie-Joseph.
Il est seigneur de Lacourtensourt. Il a plusieurs enfants. Une de ses filles, Louise Henriette, entre dans l'ordre de la Visitation à Toulouse.

### Marie-Joseph Le Masuyer (1667-1749)
Marie-Joseph Le Masuyer est second procureur du roi au parlement de Toulouse à partir de 1695. En 1730, il fait restaurer l'hôtel de la rue de la Dalbade. Il épouse Marthe de Laffont, dame de Montaigut-sur-Save, dont il a plusieurs enfants. Il marie deux de ses filles à des représentants de la plus vieille noblesse méridionale. Sa première fille épouse en 1739 Pierre-Paul, marquis d'Ossun et baron de Hèches en Bigorre, capitaine dans le régiment de Condé dragons, mais elle meurt deux ans plus tard, sans enfants. La deuxième, Claudine Jeanne Gabrielle, épouse en 1736 Pons de Thézan, comte du Poujol, capitaine de dragons dans le régiment d'Armenonville, issu d'une vieille famille du Bas-Languedoc. En 1747, Marie-Joseph Le Masuyer reçoit par lettres patentes le droit de léguer son titre de marquis à sa fille Claudine, ce qui permet à la descendance de sa fille de recevoir le marquisat. Il meurt à Toulouse en 1749, et avec lui s'éteint la famille Le Masuyer.

## Possessions
La famille Le Masuyer possédait un hôtel particulier à Toulouse, rue de la Dalbade (actuel no 5), ainsi qu'une sépulture dans l'église Notre-Dame de la Dalbade. Elle a aussi été propriétaire du château de Montaigut-sur-Save.
En 1643, Claudine Le Masuyer offre un retable fait par Thibaud Maistrier. Ce retable, gravé de l'oiseau héraldique des Le Masuyer, est donné à l'église de Thil.